# Deutsch Goritz
Deutsch Goritz osztrák község Stájerország Délkelet-stájerországi járásában. 2017 januárjában 1811 lakosa volt. 

## Elhelyezkedése

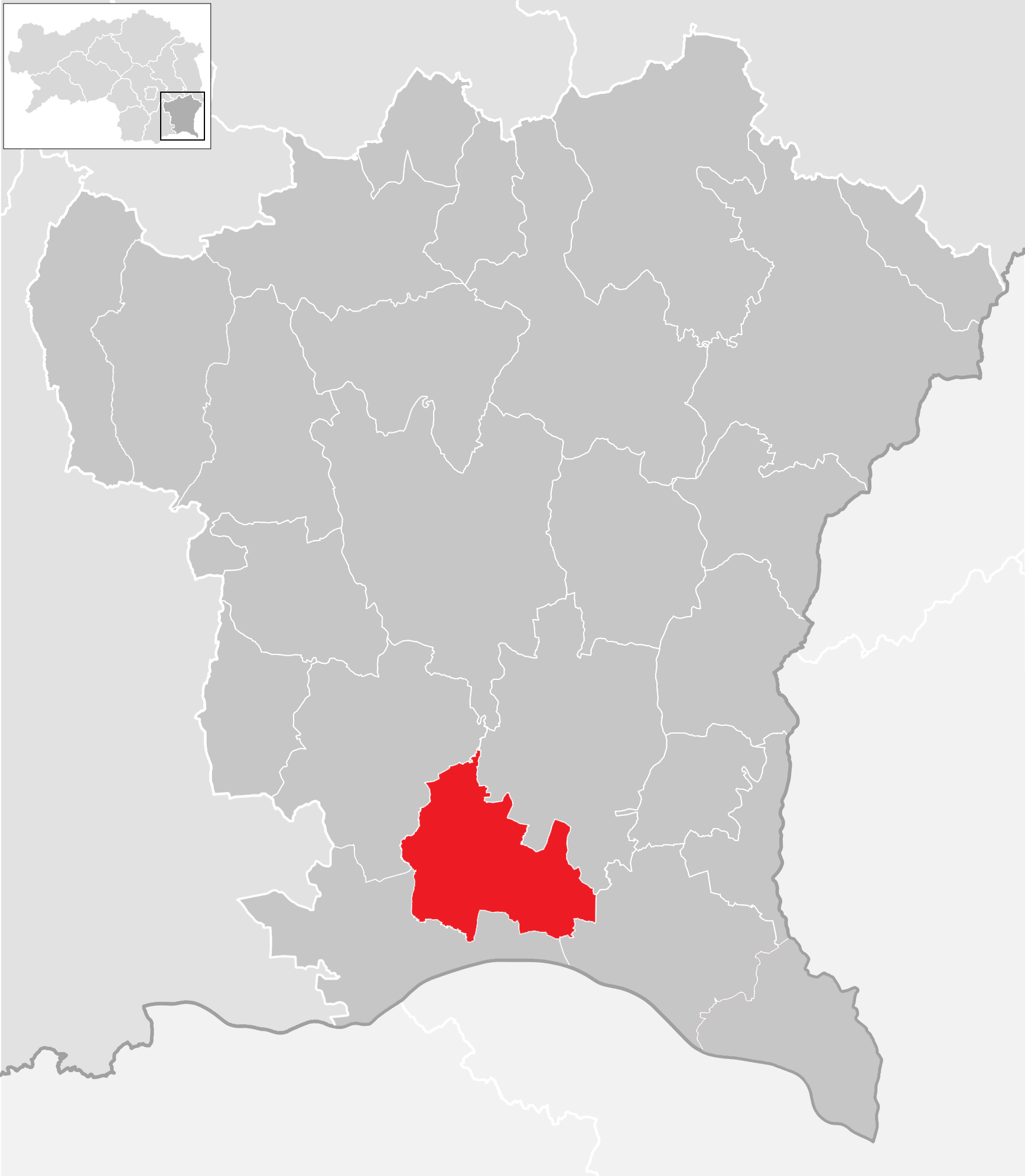
Deutsch Goritz a Délkelet-stájerországi járásban

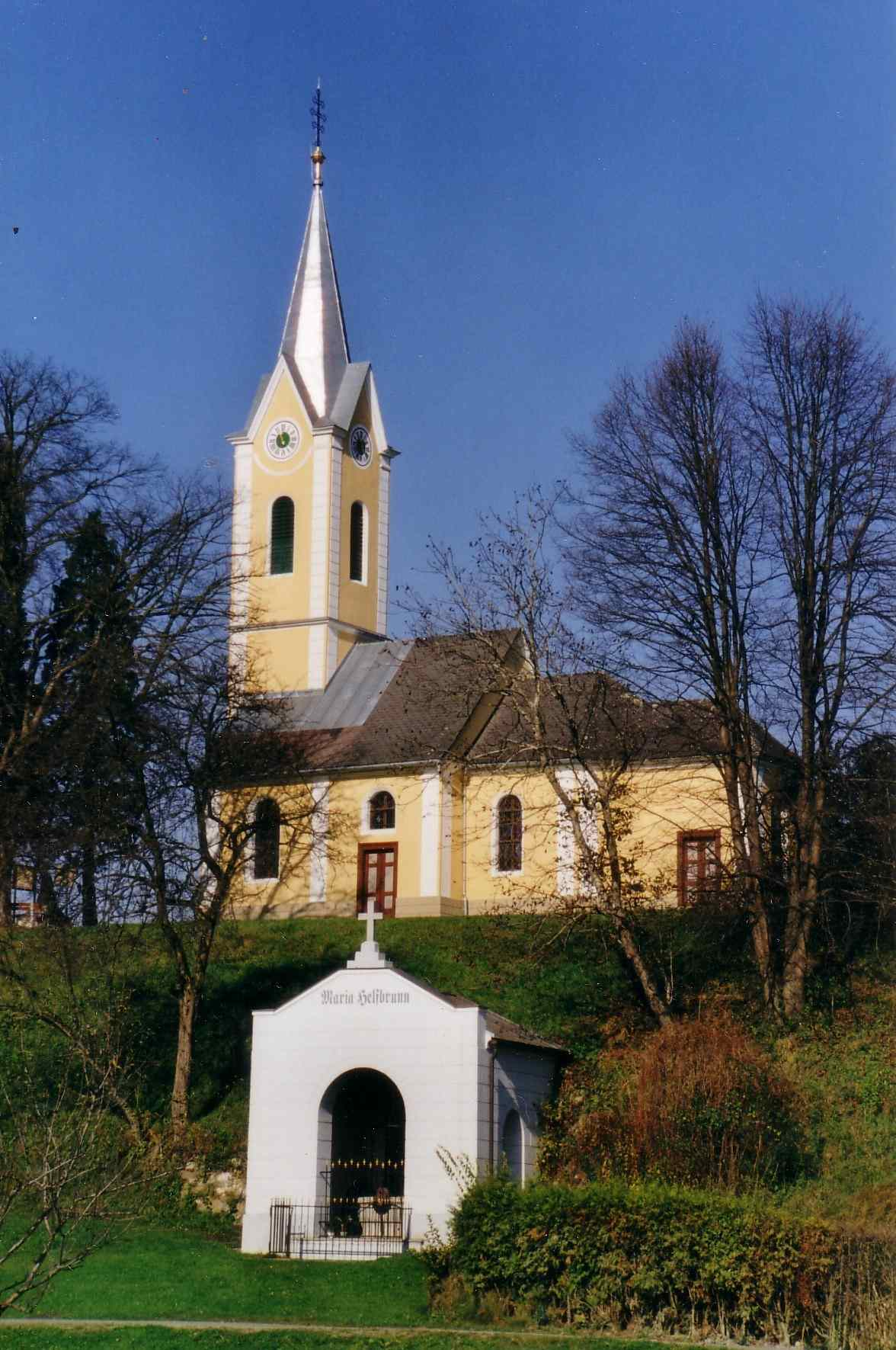
A Maria Helfbrunn-templom és grotto

Deutsch Goritz a Kelet-Stájerország régióban, a Kelet-stájer dombságon fekszik a tartomány délkeleti csücskében. Az önkormányzat 10 települést egyesít (valamennyit a saját katasztrális községében): Deutsch Goritz (378 lakos), Haselbach (76), Hofstätten bei Deutsch Goritz (113), Krobathen (75), Oberspitz (89), Ratschendorf (592), Salsach (103), Schrötten bei Deutsch Goritz (70), Unterspitz (56), Weixelbaum (243).
A környező önkormányzatok: északkeletre Straden, délkeletre Halbenrain, délnyugatra Mureck, északnyugatra Sankt Peter am Ottersbach.

## Története
Goritz első írásos említése 1386-ból való. A 14. században a grabesdorfi von Krabatsdorf nemesi csalás birtokában volt. 1446-ban a gnasi plébánia haszonbérletébe került és ott is maradt egészen 1848-ig, amikor felszámolták a feudális birtokrendszert. A községi tanács 1850-ben alakult meg. 
Mivel a járásban két Goritz nevű falu is volt, a 19. században a települést átnevezték Deutsch-Goritznak (a másik, Windisch-Goritz ma Bad Radkersburghoz tartozik).
Az első világháború után összetűzésekre került sor Jugoszláviával a régió hovatartozását illetően. Miután Ausztria 1938-ban csatlakozott a Német Birodalomhoz, Deutsch-Goritz a Stájerországi reichsgau része lett. A második világháború után egy időre bolgár és jugoszláv csapatok foglalták el, majd a brit megszállási zónába került, egészen 1955-ig.
A második világháború idején került ki a kötőjel a község nevéből. 1969-ben egyesítették az addig önálló Weixelbaummal, 1972-ben Haselbachhal, a 2015-ös stájerországi közigazgatási reform során pedig Ratschendorffal.

## Lakosság
A Deutsch Goritz-i önkormányzat területén 2017 januárjában 1811 fő élt. A lakosságszám 1910 óta (akkor 2482 fő) többé-kevésbé folyamatosan csökken. 2015-ben a helybeliek 98,1%-a volt osztrák állampolgár; a külföldiek közül 0,8% a régi (2004 előtti), 1% az új EU-tagállamokból érkezett. 2001-ben a lakosok 98,2%-a római katolikusnak, 0,2% evangélikusnak, 1% pedig felekezet nélkülinek vallotta magát. Ugyanekkor 4 magyar élt a községben.

## Látnivalók
- Deutsch Goritz első kápolnáját 1889-ben építették fel, 1902-ben pedig templommá bővítették; ezzel egyidejűleg a kalasanti szerzetesrend rendháza is felépült.
- a Helfbrunn búcsújáró templom és Lourdes-szentkút. A templom a volt Radkersburgi járás egyetlen búcsújáró helye.
- a ratschendorfi római múzeum
- a római kori halomsírok
- a Hétforrás-tanösvény

## Fordítás
- Ez a szócikk részben vagy egészben  a   Deutsch Goritz című német Wikipédia-szócikk ezen változatának fordításán alapul.  Az eredeti cikk szerkesztőit annak laptörténete sorolja fel. Ez a jelzés csupán a megfogalmazás eredetét és a szerzői jogokat jelzi, nem szolgál a cikkben szereplő információk forrásmegjelöléseként.